# Dicranum thraustophyllum
Dicranum thraustophyllum är en bladmossart som beskrevs av C. Müller 1900. Dicranum thraustophyllum ingår i släktet kvastmossor, och familjen Dicranaceae. Inga underarter finns listade i Catalogue of Life.